# Mieczysław Brzeski
Mieczysław Brzeski (ur. 5 kwietnia 1840 w Łączkach Brzeskich, zm. 1 kwietnia 1899 w Mentonie) – polski prawnik, absolwent Uniwersytetu Jagiellońskiego, powstaniec styczniowy.

## Życiorys
Do rodziny Brzeskich należała wieś Łączki, która od ich nazwiska została nazwana Łączki Brzeskie. Był synem Szymona i Salomei Michalik. Ojciec zmarł w 1846 roku. Gimnazjum ukończył prawdopodobnie w Tarnowie. W latach 1859–1863 studiował prawo na UJ. W 1859 roku został wybrany prezesem tajnej organizacji Bratniej Pomocy. W kolejnych latach był członkiem komitetu, a w roku akademickim 1862/63 wiceprezesem. Od lutego 1863 roku jako delegat akademików do Ławy Głównej Krakowskiej przyjmował ochotników do powstania. Wziął udział w bitwach pod Radziwiłłowem i Grochowiskami. Zorganizował biuro korespondencyjne w Krakowie. W styczniu 1864 roku komendantem placu w Krakowie. Został aresztowany 7 maja 1864 roku i więziony na Zamku w Krakowie, a potem internowany na dwa lata w rodzinnych Łączkach.
W 1879 roku założył kancelarię adwokacką w Radomyślu Wielkim. Mieszkał w Łączkach. Był członkiem Galicyjskiego Towarzystwa Gospodarczo-Rolniczego. W Towarzystwie Wzajemnych Ubezpieczeń pełnił funkcję członka wydziału i delegata na okręg pilzneński. Po przeniesieniu do Mielca od 1877 roku pełni funkcję zastępcy prezesa Rady Powiatu, delegata centralnego komitetu wyborczego oraz pracował przy mieleckim Sądzie. Zmarł 1 kwietnia 1899 roku w Hotelu de France w Mentonie we Francji.
Jego bratem był Bronisław, który również ukończył prawo i był potem notariuszem w Tarnowie. W 1869 roku ożenił się z Idą Witską. Mieli pięcioro dzieci: Michała, Jana, Grzegorza, Romana i Zofię.  Jego córka Zofia Brzeska-Gaudier była pisarką i muzą Henriego Gaudiera-Brzeskiego